# Joey Kramer
Joseph Michael "Joey" Kramer (ur. 21 czerwca 1950 w Nowym Jorku) – perkusista hardrockowego zespołu Aerosmith. W autobiografii zespołu (Walk This Way) pojawiła się informacja, że to Kramer zajmował się odzyskiwaniem pieniędzy należnych zespołowi.
Z zespołem jest związany od samego początku w 1970 i to on wymyślił nazwę Aerosmith w 1973. Po raz pierwszy jako twórca utworu pojawił się na drugim albumie zespołu w utworze "Pandora's Box". Ze wszystkich członków Aerosmith, jako współautor Kramer pojawia się najrzadziej. Regularnie był wzmiankowany ze względu na udział w bijatykach, ekscesach seksualnych i narkotyki. Zespół odmówił mu możliwości występu na 62. ceremonii wręczenia nagród Grammy w 2020, powołując się na słabą formę perkusisty. Sąd odrzucił skargę Kramera.
Jego syn, Jessey, również jest perkusistą. Zastępował ojca w roku 2005 podczas kilku koncertów Aerosmith, kiedy ten cierpiał na nadwyrężenie mięśni.